# Aenigmatias brevifrons
Aenigmatias brevifrons är en tvåvingeart som beskrevs av Schmitz 1955. Aenigmatias brevifrons ingår i släktet Aenigmatias och familjen puckelflugor. Inga underarter finns listade i Catalogue of Life.